# Nghi Tân, Tứ Xuyên
Nghi Tân (宜宾) là một địa cấp thị thuộc tỉnh Tứ Xuyên, Cộng hòa Nhân dân Trung Hoa. Thành phố nằm ở trung nam bộ tỉnh Tứ Xuyên, tại nơi hợp lưu của sông Dân và sông Kim Sa. Đoạn từ chỗ hợp lưu về phía hạ du gọi là sông Trường Giang, trong đó đoạn từ Nghi Tân đến Nghi Xương gọi là Xuyên Giang. Vì thế Nghi Tân còn được gọi là "Vạn lí Trường Giang đệ nhất thành".

## Lịch sử
Các tên gọi theo dòng lịch sử là Nghĩa Tân, Nhung Châu, Tự Châu.

## Địa lý
Phía đông giáp Lô Châu; phía bắc giáp Tự Cống; phía tây giáp Lạc Sơn, Lương Sơn; phía nam giáp Chiêu Thông (tỉnh Vân Nam). Địa cấp thị này trải rộng trong khoảng 27° 50'−29° 16' vĩ bắc, và trong khoảng 103° 36'−105° 20' kinh đông, kéo dài 153 km (95 dặm) theo chiều đông-tây và 150 km (93 dặm) theo chiều bắc-nam.
Nằm ở phía nam bồn địa Tứ Xuyên, về phía đông nam là dãy núi Đại Lâu thuộc cao nguyên Vân Quý, phía tây là khu Đại Tiểu Lương san, phía đông bắc là khu Xuyên Đông lĩnh cốc, địa thế tây nam cao, đông bắc thấp. Khí hậu là cận nhiệt đới ẩm chịu ảnh hưởng của gió mùa (thang Köppen: Cwa) với độ ẩm cao quanh năm; mùa đông ngắn và không quá lạnh trong khi mùa hè dài, nóng, ẩm. Nhiệt độ trung bình 24h hàng tháng là 7,9 °C (46,2 °F) vào tháng 1 và 26,9 °C (80,4 °F) vào tháng 7-8; trung bình năm khoảng 18,03 °C (64,5 °F). Mặc dù nằm trong thung lũng sông Dương Tử nhưng địa cấp thị này vẫn có nhiệt độ thấp hơn tại Trùng Khánh khoảng 1,5 đến 2,0 °C (2,7 đến 3,6 °F), là đô thị nằm xuôi về phía hạ du, trong những tháng nóng nhất. Sương giá ít gặp và thời gian không băng giá mỗi năm là 347 ngày. Giáng thủy là phổ biến quanh năm nhưng lớn nhất vào tháng 7-8, còn trong mùa đông thì ít hơn. Số ngày nắng dao động từ 10% trong tháng 12-1 tới 42% trong tháng 8, trung bình số giờ nắng đạt 1.018 giờ mỗi năm; thuộc số đô thị nhận ít nắng nhất Trung Quốc, ít hơn cả các đô thị cận kề là Thành Đô và Trùng Khánh. Mùa xuân (tháng 3-4) có xu hướng ban ngày nhiều nắng và ấm hơn so với mùa thu (tháng 10-11).
| Dữ liệu khí hậu của Nghi Tân (1981−2010)             | Dữ liệu khí hậu của Nghi Tân (1981−2010) | Dữ liệu khí hậu của Nghi Tân (1981−2010) | Dữ liệu khí hậu của Nghi Tân (1981−2010) | Dữ liệu khí hậu của Nghi Tân (1981−2010) | Dữ liệu khí hậu của Nghi Tân (1981−2010) | Dữ liệu khí hậu của Nghi Tân (1981−2010) | Dữ liệu khí hậu của Nghi Tân (1981−2010) | Dữ liệu khí hậu của Nghi Tân (1981−2010) | Dữ liệu khí hậu của Nghi Tân (1981−2010) | Dữ liệu khí hậu của Nghi Tân (1981−2010) | Dữ liệu khí hậu của Nghi Tân (1981−2010) | Dữ liệu khí hậu của Nghi Tân (1981−2010) | Dữ liệu khí hậu của Nghi Tân (1981−2010) |
| Tháng                                                | 1                                        | 2                                        | 3                                        | 4                                        | 5                                        | 6                                        | 7                                        | 8                                        | 9                                        | 10                                       | 11                                       | 12                                       | Năm                                      |
| ---------------------------------------------------- | ---------------------------------------- | ---------------------------------------- | ---------------------------------------- | ---------------------------------------- | ---------------------------------------- | ---------------------------------------- | ---------------------------------------- | ---------------------------------------- | ---------------------------------------- | ---------------------------------------- | ---------------------------------------- | ---------------------------------------- | ---------------------------------------- |
| Cao kỉ lục °C (°F)                                   | 19.6 (67.3)                              | 25.2 (77.4)                              | 32.0 (89.6)                              | 34.5 (94.1)                              | 37.1 (98.8)                              | 37.2 (99.0)                              | 38.0 (100.4)                             | 40.0 (104.0)                             | 38.3 (100.9)                             | 31.0 (87.8)                              | 26.4 (79.5)                              | 19.5 (67.1)                              | 40.0 (104.0)                             |
| Trung bình ngày tối đa °C (°F)                       | 10.5 (50.9)                              | 13.1 (55.6)                              | 17.8 (64.0)                              | 23.4 (74.1)                              | 27.4 (81.3)                              | 29.0 (84.2)                              | 31.5 (88.7)                              | 31.3 (88.3)                              | 27.0 (80.6)                              | 21.6 (70.9)                              | 17.3 (63.1)                              | 11.8 (53.2)                              | 21.8 (71.2)                              |
| Trung bình ngày °C (°F)                              | 7.9 (46.2)                               | 9.9 (49.8)                               | 13.8 (56.8)                              | 18.8 (65.8)                              | 22.7 (72.9)                              | 24.7 (76.5)                              | 26.9 (80.4)                              | 26.6 (79.9)                              | 23.1 (73.6)                              | 18.4 (65.1)                              | 14.2 (57.6)                              | 9.3 (48.7)                               | 18.0 (64.4)                              |
| Tối thiểu trung bình ngày °C (°F)                    | 6.0 (42.8)                               | 7.8 (46.0)                               | 11.1 (52.0)                              | 15.5 (59.9)                              | 19.3 (66.7)                              | 21.7 (71.1)                              | 23.7 (74.7)                              | 23.4 (74.1)                              | 20.5 (68.9)                              | 16.4 (61.5)                              | 12.3 (54.1)                              | 7.5 (45.5)                               | 15.4 (59.8)                              |
| Thấp kỉ lục °C (°F)                                  | −1.0 (30.2)                              | 0.4 (32.7)                               | 1.1 (34.0)                               | 7.1 (44.8)                               | 10.3 (50.5)                              | 16.0 (60.8)                              | 18.5 (65.3)                              | 17.8 (64.0)                              | 14.5 (58.1)                              | 5.9 (42.6)                               | 3.4 (38.1)                               | −1.4 (29.5)                              | −1.4 (29.5)                              |
| Lượng Giáng thủy trung bình mm (inches)              | 17.1 (0.67)                              | 24.6 (0.97)                              | 34.2 (1.35)                              | 62.0 (2.44)                              | 101.6 (4.00)                             | 154.4 (6.08)                             | 228.7 (9.00)                             | 177.5 (6.99)                             | 107.9 (4.25)                             | 58.5 (2.30)                              | 33.5 (1.32)                              | 17.5 (0.69)                              | 1.017,5 (40.06)                          |
| Số ngày giáng thủy trung bình (≥ 0.1 mm)             | 11.2                                     | 12.5                                     | 13.2                                     | 14.1                                     | 16.3                                     | 17.1                                     | 14.7                                     | 13.4                                     | 16.3                                     | 16.6                                     | 12.0                                     | 10.5                                     | 167.9                                    |
| Độ ẩm tương đối trung bình (%)                       | 85                                       | 82                                       | 78                                       | 75                                       | 74                                       | 80                                       | 81                                       | 80                                       | 82                                       | 84                                       | 83                                       | 84                                       | 81                                       |
| Số giờ nắng trung bình tháng                         | 32.1                                     | 39.6                                     | 78.5                                     | 116.0                                    | 116.9                                    | 107.7                                    | 147.2                                    | 169.0                                    | 81.6                                     | 53.1                                     | 45.8                                     | 30.7                                     | 1.018,2                                  |
| Phần trăm nắng có thể                                | 10                                       | 13                                       | 21                                       | 30                                       | 28                                       | 26                                       | 35                                       | 42                                       | 22                                       | 15                                       | 14                                       | 10                                       | 23                                       |
| Nguồn 1: Cục Khí tượng Trung Quốc (số ngày/giờ nắng) |                                          |                                          |                                          |                                          |                                          |                                          |                                          |                                          |                                          |                                          |                                          |                                          |                                          |
| Nguồn 2: Weather China (giáng thủy 1971–2000)        |                                          |                                          |                                          |                                          |                                          |                                          |                                          |                                          |                                          |                                          |                                          |                                          |                                          |

## Các đơn vị hành chính
Địa cấp thị Nghi Tân quản lý các đơn vị cấp huyện sau:

### Quận
- Thúy Bình 翠屏区
- Nam Khê 南溪区
- Tự Châu 叙州区 (trước tháng 7/2018 là huyện Nghi Tân).

### Các huyện
Các huyện:
- Hưng Văn 兴文县
- Củng 珙县
- Trường Ninh 长宁县
- Cao 高县
- Giang An 江安县
- Quân Liên 筠连县
- Bình Sơn 屏山县

## Bản đồ
| Bản đồ                                                                              | Bản đồ | Bản đồ | Bản đồ | Bản đồ | Bản đồ |
| ----------------------------------------------------------------------------------- | ------ | ------ | ------ | ------ | ------ |
| Thúy Bình Nam Khê Tự Châu Giang An Trường Ninh Cao Củng Quân Liên Hưng Văn Bình Sơn |        |        |        |        |        |